# Кушнір Дмитро Володимирович
Дмитро Володимирович Кушнір — штаб-сержант Державної прикордонної служби України, що відзначився у ході російського вторгнення в Україну, учасник російсько-української війни, Герой України з врученням ордена «Золота Зірка».

## Життєпис
Дмитро Кушнір народився в Куп'янскому районі в селі Лісна Стінка. Підписав контракт влітку 2010 року з Луганським прикордонним загоном. Ніс службу в складі відділу прикордонної служби «Бірюково», а згодом у міжнародному пункті пропуску «Довжанський» на кордоні з РФ. З початком бойових дій на сході України у 2014 році перейшов до мобільної застави Луганського прикордонного загону, потім - у прикордонній заставі швидкого реагування. Разом із співслуживцями підрозділу виконував специфічні завдання, був снайпером на території Мілового та Троїцького. На початку повномасштабної війни ніс службу у відділі прикордонної служби у місті Щастя на Луганщині в складі третього загону імені Героя України полковника Євгенія Пікуса. В умовах обстрілу їх позицій та наступу ворога у місті вдалося взяти у полон п'ятьох окупантів з екіпажу ворожої БМП. Згодом їх обміняли на українських військовослужбовців. На початку березня 2022 року Дмитро Кушнір разом із співслужицями брав участь в обороні ділянки фронту неподалік від міста Кремінна на Луганщині, щоб ворогу не вдалося захопити залізничну колію. Тоді ж брав участь у бойовій операції проти 120 росіян, які захопили близько 60 цивільних осіб, що перебували в комплексі споруд для людей похилого віку між Кремінною та Рубіжним на Луганщині. Українським захисникам вдалося знешкодити абсолютно всю ворожу техніку (кілька одиниць важкої бронетехніки та три вантажівки «Урал») та знищити ворога.

## Нагороди
- Звання Герой України з врученням ордена «Золота Зірка» (23 лютого 2023) — за особисту мужність і героїзм, виявлені у захисті державного суверенітету та територіальної цілісності України, вірність військовій присязі.